# Taoufik Klibi
Pour les articles homonymes, voir Klibi.
Taoufik Klibi, né le 6 décembre 1945 à La Marsa, est un joueur et entraîneur de football tunisien.
Il évolue durant toute sa carrière au poste de défenseur au sein du Club africain.

## Carrière
- 1958-1974 : Club africain (Tunisie)[1]

## Palmarès
- Champion de Tunisie : 1964, 1967, 1973
- Vainqueur de la coupe de Tunisie : 1965, 1967, 1968, 1969, 1970, 1972, 1973
- Vainqueur de la coupe du Maghreb des vainqueurs de coupe : 1971
- Vainqueur de la coupe du Maghreb des clubs champions : 1974

## Sélections
- 1 match international[1]